# 18662 Ерінвайт
18662 Ерінвайт (18662 Erinwhite) — астероїд головного поясу, відкритий 20 березня 1998 року.
Тіссеранів параметр щодо Юпітера — 3,311.